# Секст Атилий Серан Гавиан
Секст Атилий Серан Гавиан (на латински: Sextus Atilius Serranus Gavianus) e политик на Римската република през края на 1 век пр.н.е. Произлиза от фамилията Гавии и е осиновен от фамилията Атилии.
През 63 пр.н.е. той е квестор. През 57 пр.н.е. е народен трибун. С колегата му Квинт Нумерик Руф Гракх опозират връщането на Цицерон от изгнание.